# Šalgočka
Šalgočka est un village de Slovaquie situé dans la région de Trnava.

## Histoire
Première mention écrite du village en 1248.

## Démographie

### Évolution de la population
| Année:               | 1994. | 2004.    | 2014.   | 2024.   |
| -------------------- | ----- | -------- | ------- | ------- |
| Nombre de personnes: | 381   | 444      | 456     | 472     |
| Différence:          |       | +16,53 % | +2,70 % | +3,50 % |

| Année:               | 2023. | 2024.   |
| -------------------- | ----- | ------- |
| Nombre de personnes: | 470   | 472     |
| Différence:          |       | +0,42 % |